# Jacques Vertan
Jacques Vertan est un acteur, traducteur, auteur et dramaturge français, né Daniel Jacques Laroche le 20 mars 1923 à Clamart (Hauts-de-Seine), et mort le 2 septembre 2004 à L'Herbergement (Vendée).

## Biographie
Jacques Vertan fut le secrétaire de l'acteur Pierre Fresnay dont il a écrit la biographie, Dans l'ombre et la lumière de Pierre Fresnay.

## Filmographie
- 1945 : J'ai dix-sept ans d'André Berthomieu
- 1947 : Les amoureux sont seuls au monde d'Henri Decoin
- 1947 : Après l'amour de Maurice Tourneur
- 1947 : Une jeune fille savait de Maurice Lehmann et Roger Calon
- 1949 : Le Cœur sur la main d'André Berthomieu
- 1949 : Mission à Tanger d'André Hunebelle
- 1949 : Nous irons à Paris de Jean Boyer
- 1949 : Ronde de nuit de François Campaux
- 1950 : Le Roi des camelots d'André Berthomieu
- 1950 : La Ronde de Max Ophüls
- 1950 : Amour et Compagnie de Gilles Grangier
- 1951 : Chacun son tour d'André Berthomieu
- 1951 : Le Crime du Bouif d'André Cerf
- 1951 : Jamais deux sans trois d'André Berthomieu
- 1954 : L'Œil en coulisses d'André Berthomieu
- 1998 : La Fille sur le pont de Patrice Leconte
- 2000 : Félix et Lola de Patrice Leconte
- 2001 : Rue des plaisirs de Patrice Leconte

## Théâtre
- 1956 : Bistouri de mon cœur de Claude Bergerot, mise en scène de l'auteur, théâtre de Lutèce

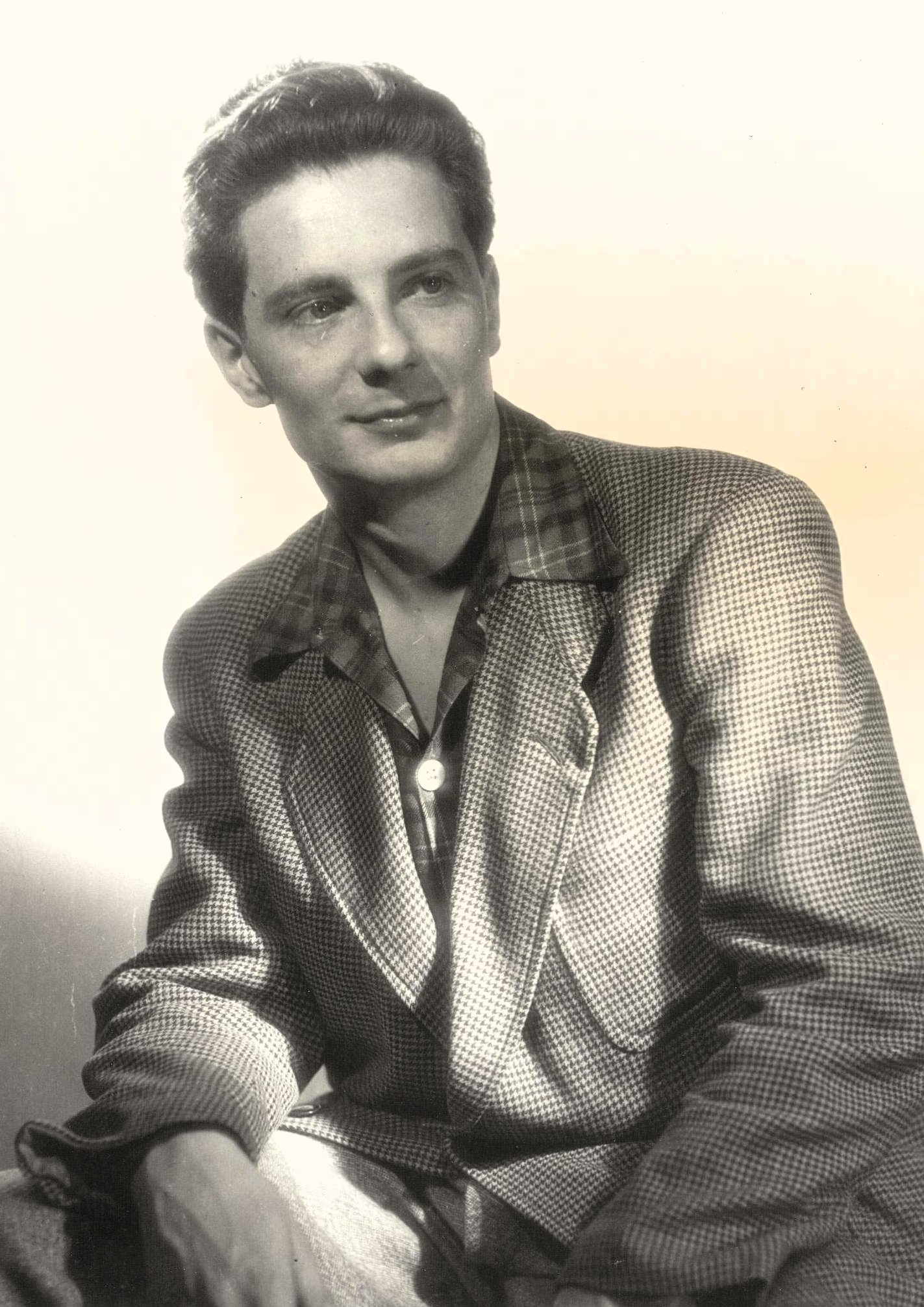
Portrait de Jacques Vertan

## Traduction
- 1953 : Un mariage par jour (Marriage is My Business) de Heather Jenner, traduit de l'anglais et publié aux éditions Pierre Horay.
- 1959 : Bagarre chez les Call-Girls (City Limits) de Nick Marino, traduit de l'américain et publié dans la collection Inter-Police.

## Publication
- Dans l'ombre et la lumière de Pierre Fresnay, J. Vertan auto-édition, 1997  (ISBN 2951141300)